# Gromphadorhina oblongonota
Gromphadorhina oblongonota är en kackerlacksart som beskrevs av van Herrewege 1973. Gromphadorhina oblongonota ingår i släktet Gromphadorhina och familjen jättekackerlackor. Inga underarter finns listade i Catalogue of Life.